# Il mio amico è una bestia 2
Il mio amico è una bestia 2 (Rufus 2) è un film per la televisione statunitense del 2017 diretto da Savage Steve Holland e prodotto da Nickelodeon, ed è il seguito del film Il mio amico è una bestia.

## Trama
Le avventure di Rufus il cane che divenne un uomo torna ad essere un essere umano con i suoi amici Manny e Paige, che ora hanno una relazione. Ma poi incontrano una nuova ragazza a scuola di nome Kat che ha molto a che fare con l'amuleto magico, anche se ha anche un segreto nella sua vita felina di gatto, Rufus e i suoi amici possono uscire dalla situazione e uno scoiattolo che vuole l'amuleto.

## Personaggi e interpreti

### Principali
- Rufus, interpretato da Jace Norman, doppiato da Riccardo Suarez
- Manny Garcia, interpretato da Davis Cleveland, doppiato da Ruggero Valli
- Kat, interpretata da Jade Pettyjohn, doppiata da Valentina Pallavicino
- Paige, interpretata da Haley Tju, doppiata da Sara Labidi
- Mr. S, interpretato da Wesley Salter.
- Scott, interpretato da Amitai Marmorstein.
- Billy Biggs, interpretato da Kalvin Olafson.

### Secondari
- Signor Garcia, interpretato da Chad Riley, doppiato da Luigi Ferraro
- Signora Garcia, interpretata da Lisa Durupt, doppiata da Loretta Di Pisa
- Mrs. Rumstitch, interpretata da Lillian Lim.
- Kat Elder, interpretata da Anna Galvin.